# Malediwy na Mistrzostwach Świata w Lekkoatletyce 2019
Malediwy na Mistrzostwach Świata w Lekkoatletyce 2019 – reprezentacja Malediwów podczas mistrzostw świata w Doha liczyła tylko jedną zawodniczkę, biegaczkę Aishath Himna Hassan.

## Skład reprezentacji

### Kobiety
| Zawodniczka          | Konkurencja   | Eliminacje | Eliminacje | Półfinał | Półfinał | Finał | Finał   |
| Zawodniczka          | Konkurencja   | Wynik      | Pozycja    | Wynik    | Pozycja  | Wynik | Pozycja |
| -------------------- | ------------- | ---------- | ---------- | -------- | -------- | ----- | ------- |
| Aishath Himna Hassan | Bieg na 400 m | 59.91      | 46.        | NQ       | NQ       | NQ    | NQ      |